# Џорџ Веа
Џорџ Веа (енгл. George Weah; Монровија, 1. октобар 1966) либерски је политичар и бивши фудбалер. Веа је бивши председник Либерије и бивши либеријски фудбалер. 
Веа је на изборима у октобру 2017. изабран за председника, уместо Елен Џонсон Серлиф. Веа се политиком бави од завршетка фудбалске каријере, а познат је и као велики хуманитарац. Током фудбалске каријере је играо на позицији нападача. Био је кандидат на изборима за председника 2005, али је изгубио управо од Џонсон Серлиф. Први је афрички фудбалер који је постао председник државе.
Након почетка каријере у Либерији, Веа проводи 14 година играјући за клубове у Француској, Италији и Енглеској. Арсен Венгер, у то време тренер Монака га је први довео у Европу 1988. године. У ПСЖ прелази 1992. и са њима 1994 осваја Лигу 1 и постаје најбољи стрелац УЕФА Лиге шампиона у сезони 1994/95. За ФК Милан потписује 1995, и тамо проводи четири успешне сезоне у којима је Серију А освојио два пута. Пред крај каријере одлази у Премијер лигу где је имао две кратке епизоде са Челсијем и Манчестер Ситијем, са којим осваја ФА куп. Убрзо се враћа у Француску где је наступао за Олимпик Марсељ, да би играчку каријеру завршио у Ал Џазири из Абу Дабија, УАЕ. Спортски магазин 442 (Four-Four-Two) га ставља у групу најбољих фудбалера који никада нису освојили Лигу шампиона.
На међународној сцени Веа је представљао Либерију 75 пута, и постигао је 18 голова, а и два пута је учествовао на Афричком купу нација. Дрес са бројем 14 Либерија повлачи на пријатељском мечу који је Веа одиграо 2018. Сматра се једним од најбољих играча који никада није играо на Светском првенству.
Сматра се за једног од најбољих фудбалера са Афричког континента, 1995 добија награду ФИФА фудбалер године и такође добија Златну лопту, што га чини првим, и до 2020 јединим Афричким фудбалером који је освојио те две награде. Именован је за Афричког фудбалера године 1989, 1994, и 1995, а 1996. године добија награду Афричког фудбалера века. Познат по свом убрзању, брзини, вештини у дриблингу, и голгетерским способностима, ФИФА је описала Веу као „претечу данашњих мулти-функционалних нападача”. Пеле га 2004. именује у Фифа 100 листу најбољих живих светских фудбалера.
Дана 22. јануара 2018. ступио је на дужност председника Републике Либерије, као 25. председник по реду.

## Младост и образовање
Џорџ Веа је рођен и одрастао у Клара Таун округу главног града Монровије. Припада Кру етничкој групи, која се углавном налази у Великом Кру округу на југоистоку Либерије, који је један од најсиромашнијих делова државе. Његов отац, Вилијам Т. Веа Старији је био механичар, док му је мајка Ана Квајевеа (преминула 2013) била продавачица. Има три брата, Вилијам, Мозес, и Воло. Један је од тринаесторо деце, које је углавном одгајила његова посвећено хришћанска баба са очеве стране, Ема Клонџлале Браун након развода његових родитеља док је Џорџ још увек био беба. Похађао је више разреде основне школе на муслиманском конгресу, и средњу школу Wells Hairston High School, коју наводно напушта у последњој години. Са 15 година почиње да игра фудбал за екипу Young Survivors, одакле касније прелази у друге локалне клубове, Mighty Barrolle и Invincible Eleven, где је играо као стартер. Пре него што му је фудбалска каријера омогућила одлазак у иностранство, Веа је радио као телефонски оператер за Либеријску телекомуникацијску корпорацију.

## Клупска каријера

### Почеци у Либерији, Камеруну, Монако и Француска
Веа је био велико изненађење. Никада нисам видео да неки играч тако експлодира на сцени као што је он то урадио.

—Арсен Венгер
Након што је на почетку каријере веома успешно наступао у домаћем првенству Либерије, где је освојио неколико домаћих трофеја (укључујући Либеријску Премијер лигу и Либеријски куп), тадашњи селектор фудбалске репрезентације Камеруна Клод Ле Руа открива Веин таленат, и те вести преноси Арсену Венгеру. Веа прелази у Европу 1988. из камерунског клуба Тонер Јаунде за само £12,000, када га Арсен Венгер доводи у Монако, клуб који је тада тренирао. Венгер је лично одлетео у Африку пре потписивања уговора са Веом, а сам Веа га наводи као особу која је имала значајан утицај на његову каријеру. Током свог боравка у Монаку, осваја признање Афричког фудбалера године за 1989, што му је била прва велика награда, и донео ју је у домовину да је прослави са целом Либеријом.  Такође осваја Куп Француске у сезони 1990/91. и помаже Монаку да дође до финала Купа победника купова у сезони 1991/92, где постиже четири гола на девет мечева.
Након периода у Монаку, Веа прелази у ПСЖ за који игра у веома успешном периоду 1992–1995, и за то време осваја Куп Француске 1993. и 1995, првенство Француске 1994, Лига куп Француске 1995. Био је и најбољи стрелац Лиге шампиона у сезони 1994/95. са седам постигнутих голова, од којих је један против Бајерна из Минхена, 23. новембра 1994, у групној фази, својеврсни еврогол. ПСЖ у тој сезони испада у полуфиналу такмичења. Током његовог боравка у клубу, ПСЖ долази и до полуфинала Купа УЕФА 1992/93, и полуфинала Купа победника купова у сезони 1993/94. У том периоду Веа постиже 16 голова у 25 европских мечева. Признање за Афричког фудбалера године осваја други пут у каријери у 1994.

### Милан и индивидуални успех
У Милан прелази 1995. године, и придружује се нападу ког су чинили Дејан Савићевић, Роберто Бађо, и понекад Марко Симоне, док је тренер екипе био Фабио Капело. Титулу одмах осваја 1996. и постаје најбољи стрелац лиге, а скудето поново осваја 1999. Током боравка у Милану стиже до финала Купа Италије 1998, и осваја друго место у Суперкупу Италије 1996. и 1999. године. Упркос доминацији у европским такмичењима почетком деведесетих, Милан је био слабији у овом периоду, па је њихов најбољи успех било полуфинале у Купу УЕФА 1995/96.

Током свог боравка у Милану, Веа је постигао и неколико феноменалних голова, од којих је један постигао на Сан Сиру против Хелас Вероне када је започео продор од ивице свог казненог простора након изведеног корнера Хелас Вероне. Док су сви његови саиграчи бранили корнер, Веа је започео јуриш директно ка противничком голу, остављајући саиграче иза себе. Његов саиграч у то време, Звонимир Бобан је изјавио: "Био је то невероватан налет. Сви смо се питали 'Када ће да стане? Када ће да стане? Неће да стане! Никад се неће зауставити!'". Акцију завршава шутом у доњи леви угао, и постизањем гола, на опште одушевљење публике.
Због својих игара и у ПСЖ-у и Милану, Веа је примио бројна индивидуална одликовања у 1995: осваја Златну лопту, награду француског часописа, Onze Mondial, Onze d'Or и награду ФИФА фудбалер године, постајући тако први, и за сада једини Афрички фудбалер који је освојио ове награде. Титулу ФИФА фудбалера године је посветио Арсену Венгеру, рекавши да је захваљујући њему успео да постане играч светске класе. Те године осваја и титулу Афричког фудбалера године, трећи пут у каријери, и именован је за "Onze de Onze" од стране француског часописа "Onze Mondial". У 1996. години завршава на другом месту у трци за ФИФА фудбалера године, али је зато освојио ФИФА фер-плеј награду, и проглашен је од стране спортских новинара широм света за Афричког фудбалера века.

#### Контроверза 1996.
Веа је био суспендован на шест мечева у европским такмичењима након што је 20. новембра 1996 поломио нос португалском одбрамбеном играчу Жоржу Кости у тунелу за играче, после нерешеног меча против Порта у Лиги шампиона. Веа је рекао да је експлодирао због фрустрације која је изазвана Коштиним расистичким изјавама током оба меча против Порта. Кошта је снажно демантовао оптужбе о расизму, а УЕФА га није суспендовала јер није било сведока који би потврдили Веину причу, чак ни међу његовим саиграчима из Милана. Веа је касније покушао да се извини Кошти, међутим то наилази на снажан одговор Португалца, који је сматрао оптужбе о расизму као повреду личног угледа и части, па је зато тражио судско поравнање са Веом.
Због наведеног инцидента је Кошта морао да оде на операцију која га је одвојила од терена на три недеље. Упркос инциденту, Џорџ Веа те године ипак добија ФИФА фер-плеј награду.

### Боравак у Енглеској
Ствар која највише запањује код Вее је да су генијалност на терену и великодушност ван терена заступљени у подједнакој мери. Лично исплаћује своју националну селекцију. Плаћање путних трошкова саиграчима који путују на мечеве, снабдевање дресова, чак и понуда бонуса за победу су до сада коштали око десетине хиљада долара. Он је најпознатији амбасадор своје државе. У домовини га зову Краљ Џорџ, и толико му се диве да би волели да једног дана постане председник.

—Ејми Лоренс, новинарка листа The Guardian, текст потиче из априла 2000.
У Премијер лигу је дошао 11. јануара 2000. у Челси као позајмљени играч Милана, и по уговору је требао да остане у Западном Лондону до краја сезоне 1999/2000. Упркос томе што је прошао свој играчки врхунац, његово време у Енглеској се сматра успешним, поготово од стране Челсијевих навијача којима се нарочито допао након што је на дебију постигао гол за победу против градског ривала Тотенхема, и након голова против Вимблдона и Ливерпула. Постигао је и два кључна гола у ФА купу за сезону 1999/2000; један против Лестера и један против Џилингема. Учинак у купу му је омогућио место у стартној постави у финалу, где је Челси са 1:0 победио Астон Вилу.
Тадашњи менаџер Челсија Ђанлука Вијали није откупио Веин уговор, па је Веа 1. августа 2000, званично напустио Милан, и као слободни агент је потписао за Манчестер Сити, екипу која је те сезоне изборила промоцију у Премијер лигу из Чемпионшипа, за уговор на две године од 30.000£ недељно. Одбио је понуду власника Милана Берлусконија од милион фунти. За Сити је одиграо 11 мечева у свим такмичењима, и постигао је четири гола, пре него што је напустио клуб 16. октобра 2000, нешто више од два месеца након што га је потписао, јер је био незадовољан што га је менаџер Џо Ројл превише често стављао на клупу. Одиграо је свих 90 минута на само три од 11 мечева за Сити. За Сити је, слично као у Челсију, постигао један гол против Ливерпула у лигашком мечу, и три пута против Џилингема у Лига купу, од којих један у првом мечу и два у реваншу.

### Каснији ток каријере
Након боравка у Енглеској, враћа се у Француску где је кратко наступао за Олимпик из Марсеља до маја 2001. Касније је наступао за Ал-Џазиру у првој лиги УАЕ-а, где је и завршио фудбалску каријеру 2003. са 37 година. Требало је 2001. да заигра за Метростарс, екипу из Њујорка/Њу Џерзија у МЛС, али је ипак одлучио да потпише за Ал-Џазиру.

## Репрезентативна каријера
Након дебија за репрезентацију Либерије против Сијера Леонеа 1986. године, Веа је за преко 20 година одиграо 75 мечева, и постигао је 18 голова. Веа је, као једну од мањих нација у фудбалском свету и вечитих аутсајдера, много подржао националну селекцију: осим тога што је био прва звезда екипе, касније их је тренирао, па и у великој мери финансирао из својих личних прихода. Упркос свим његовим напорима, Либерија се није ниједном квалификовала за Светско првенство. Најближе квалификовању је била за Светско првенство 2002, када им је фалио само један бод за пролаз. Са друге стране је помогао Либерији да се пласира на Афрички куп нација 1996. и 2002, где је Либерија оба пута била елиминисана у групној фази такмичења.
Већина медија га сматра за једним од најбољих фудбалера који никад није играо на Светском првенству.
Један од најбољих Афричких фудбалера свих времена, Џорџ Веа је, као његов имењак Џорџ Бест пре њега, био спречен да наступа на Светском првенству, јер је у фудбалском смислу играо за ситну рибу.— Скот Мареј, чланак у листу The Guardian о Веином "усамљеном напору" да одведе своју нацију на Светско првенство.
Последњу утакмицу у националном дресу је одиграо са 51 годином у специјално организованој пријатељској утакмици између Нигерије, када је већ био актуелни председник своје државе. Његов дрес са бројем 14, који је носио на врхунцу каријере, је након тог меча повучен из употребе, а Веа је добио овације када је замењен.